# Кучанк, Якуб
Я́куб Ку́чанк (в.-луж. Jakub Kućank, 26 июля 1818 года, деревня Нукница, около Будишина, Лужица, курфюршество Саксония — 28 июня 1898 года, Будишин, Лужица, курфюршество Саксония) — лужицкий писатель, католический священник, культурный и общественный деятель.

## Биография
Родился 26 июля 1818 года в деревне Нукница в серболужицкой крестьянской семье Якуба Кучанка и Ганы, урождённой Брускец из Хросчиц. С 1830 года обучался в Лужицкой семинарии в Праге, которую закончил в 1837 году. Будучи студентом Лужицкой семинарии, обучался также в Малостранской гимназии. С 1837 года по 1842 год изучал теологию и философию в Карловом университете. После возвращения в Лужицу был рукоположён в священника 21 октября 1842 года в Дрездене. С 1 декабря 1842 года служил викарием в Серболужицкой церкви в Будишине. В 1844 году был администратором прихода в городе Мишно и с 1846 года служил в течение многих лет в Будишине. Был одним из основателей серболужицкой культурно-просветительской организации «Матица сербская». В 1847—1849, 1850—1856 и 1857—1860 года был секретарём «Матицы сербской». После основания в 1862 году серболужицкой культурно-общественной организации Общества святых Кирилла и Мефодия был её председателем до самой смерти в 1898 году. В 1856 году был назначен настоятелем прихода в деревне Нашея. В 1869 году был назначен каноником капитула собора святого Петра в Будишине. С 1879 года был руководителем капитула и деканом.
Скончался 28 июля 1898 года и был похоронен 1 июля 1898 года на Николаевском кладбище в Будишине.

## Литературная деятельность
В 1848 году издал книгу «Serbske Hornje Łužicy abo statistiski zapisk wšitkich serbskich ewangelskich a katolskich wosadow a jich duchownych a wučerjow». В 1848 году написал повесть «Jutrowne jejka» и в 1852 году — повесть «Dobre symjo». Основал и был редактором с ноября 1848 года по декабрь 1850 год еженедельника «Jutrnička».

## Награды
- Саксонский рыцарский крест;
- Крест «За заслуги перед Церковью и Папой» (1960). Награждён Римским папой Львом XIII;